# Antiochenisch Syrisch-Orthodoxe Kirche
Die Syrisch-Orthodoxe Kirche von Europa (auch Antiochenisch Syrisch-Orthodoxe Kirche) war eine kirchliche Gemeinschaft, die Christen meist syrischer Herkunft betreute, die zuvor zum Syrisch-Orthodoxen Patriarchat von Antiochien mit Sitz in Damaskus gehört hatten. Sie trat 2016 zur Kirche der wahren orthodoxen Christen Griechenlands (Kallinikos-Synode) über. Die Zahl der Gläubigen wird auf einige Tausend geschätzt.

## Entstehung
Wegen der gleichen Liturgie beider Kirchen, die dem Antiochenischen Ritus folgen, hatten Gläubige aus Europa und den USA, die zuvor zum Patriarchat von Antiochien gehörten, den Antrag an das Katholikat der Malankara-Orthodox-Syrischen Kirche gestellt, einen eigenen Metropoliten für sie zu weihen, um als selbständige Kirche zukunftsfähig zu werden.
Obwohl die meisten Ostkirchen national bzw. ethnisch organisiert sind, wollte die Syrisch-Orthodoxe Kirche von Europa für alle Interessierten unabhängig von ihrer Herkunft offenstehen. Den Schwerpunkt ihres Wirkens sah sie nach eigenen Angaben in der Seelsorge.

## Geschichte
Die Ursprünge der Kirche begannen 2006, als der Priester Moses Görgün und die beiden Mönche P. Isa Oygur und P. Johannes Budak sich während ihrer Zeit im Kloster Mor Ephrem in den Niederlanden aufgrund von Meinungsverschiedenheiten mit dem Erzbischof von Mitteleuropa, Mor Julius Yeshu Çiçek, von der syrisch-orthodoxen Kirche abwandten. Die Gruppe bat die Indisch-Orthodoxe Kirche um die Einrichtung einer Diözese in Europa und reiste anschließend nach Indien, um die Angelegenheit zu besprechen. Während einer Synode im August 2007 wurde ihre Situation erörtert, aber aufgrund von Meinungsverschiedenheiten wurden nur geringe Fortschritte erzielt. Am 21. November desselben Jahres wurde Moses Görgün jedoch in Thrissur von Bischof Yuhanon Mar Meletius von Thrissur und Bischof Thomas Mar Athanasius von Kandanad mit Unterstützung von Bischof Thomas Mar Makarios von Europa, Großbritannien und Kanada ohne Zustimmung der Synode zum Metropoliten von Europa geweiht, woraufhin er den Namen Mor Severius Moses Görgün annahm. Am 5. Dezember exkommunizierte die syrisch-orthodoxe Kirche Mor Severius Moses Görgün und seine Anhänger. Nach Einberufung einer Bischofssynode durch den Primas der Indisch-Orthodoxen Kirche, Baselios Marthoma Didymos I., der die Gründe von Yuhanon Mar Meletius und Thomas Mar Athanasius für die Weihe von Mor Severius Moses Görgün anhörte und akzeptierte, wurde die Weihe am 7. Dezember anerkannt.
Am 16. März 2009 erhob die Synode der Indisch-Orthodoxen Kirche die Erzdiözese in den Status der Autokephalie, und sie erhielt den Namen Syrisch-Orthodoxe Kirche von Europa. Mor Severius Moses Görgün wurde zum Primas und Metropoliten der Kirche ernannt. Im Mai bestätigte die Indisch-Orthodoxe Kirche, dass die Befugnis der neuen Kirche auf Europa beschränkt sei und dass sie keine Befugnis über die Kirche in Indien habe. Dennoch weihte Mor Severius Moses Görgün am 21. März 2010 Mor Bartholomaos Joseph zum Metropoliten von Angamaly, einer Diözese im Befugnisbereich der Indisch-Orthodoxen Kirche.
Infolge dieser Zuwiderhandlung exkommunizierte Baselios Marthoma Didymos I. Mor Severius Moses Görgün und entzog der Kirche seine Anerkennung. Dies führte dazu, dass die Kirche ihren Namen änderte, um ihre Präsenz außerhalb Europas widerzuspiegeln; seit dem 28. April 2010 hieß sie Antiochenisch Syrisch-Orthodoxe Kirche. Mor Severius Moses Görgün ignorierte weiterhin die Wünsche der Indisch-Orthodoxen Kirche und weihte am 17. Juni 2010 Mar Timotheos Yuhanon zum Bischof von Idukki und Mar Gregorios Mathews zum Bischof von Kottayam, beides Diözesen in Indien.
Um die Beziehungen zur Indisch-Orthodoxen Kirche zu beruhigen, beschloss die Synode der Antiochenisch Syrisch-Orthodoxen Kirche im September 2011 jedoch, die Diözesen von Idukki und Angamaly aufzulösen, sodass ihre Bischöfe zurücktraten. Im Frühjahr 2012 begann die Kirche mit dem Bau des Klosters St. Gabriel in der Nähe von Altenbergen. Im August 2014 wurde das Kloster geweiht und wurde zum Sitz der Kirche.
In den folgenden Jahren knüpfte der Metropolit Moses Görgün Kontakte zu Hierarchen griechischer Altkalendarier. 2016 trat er in die Kirche der wahren orthodoxen Christen Griechenlands (Kallinikos-Synode) über und organisierte eine neue autonome Erzdiözese.

## Kirchenrechtlicher Status
Die Syrisch-Orthodoxe Kirche von Europa wurde im August 2007 zuerst als autonome Erzdiözese durch die indische Synode der Malankara Orthodox-Syrischen Kirche errichtet und bestätigt. Im Februar 2009 wurde sie zur Syrisch-Orthodoxen Kirche von Europa erhoben. 2010 änderte sie ihren Namen in „Antiochenisch Syrisch-Orthodoxe Kirche“. Der Metropolit Mor Severius Moses war zugleich Primas von Europa und den USA. Seit 2016 ist sie Teil der sogenannten Kirche der wahren orthodoxen Christen Griechenlands (Kallinikos-Synode) die weder von syrisch-Orthodoxer Seite noch von den byzantinisch-Orthodoxen Kirchen als kanonisch anerkannt werden.
Der Klerus bestand aus dem Metropoliten Mor Severius Moses, einem Erzpriester, 15 einfachen Priestern sowie aus mehreren Diakonen und Subdiakonen. Das Hauptquartier war im Kloster St. Gabriel im thüringischen Altenbergen.

## Auflösung
Mit Vollzug des Übertritts des Metropoliten Moses Görgün und seiner Gemeinschaft 2016 zur altkalendarischen „Heiligen Metropolitansynode des patristischen Kalenders der Kirche der wahren orthodoxen Christen Griechenlands“ (Avlona-Synode) besteht die Antiochenisch Syrisch-Orthodoxe Kirche nicht mehr. Die benannte griechische Altkalendarier-Gemeinschaft wird von der Orthodoxen Kirche als schismatisch betrachtet und daher nicht anerkannt. Aus Sicht der Orthodoxen Kirche ist Moses Görgün damit kein gültig geweihter Bischof und war dies auch zu keinem Zeitpunkt, wodurch er außerstande ist, gültige Mysterien (Sakramente) zu spenden. Er bezeichnet sich auf seiner Website jedoch unrechtmäßig als Hierarch der Orthodoxen Kirche von Griechenland, dies trifft jedoch keinesfalls zu. Angehörige der kanonischen orthodoxen Kirchen (die zusammen die Orthodoxe Kirche bilden) sind daher angehalten, die Gottesdienste von Moses Görgün zu meiden und keinerlei sakramentale Dienste von ihm anzunehmen.